# Opel Karl
De Opel Karl is een auto van Opel in de miniklasse en was het kleinste model in het modellen gamma van het merk. Het model verving sinds 2015 de Opel Agila en is hernoemd naar Adam Opels oudste zoon, Carl. In het Verenigd Koninkrijk werd de auto verkocht onder de naam Vauxhall Viva.
Technisch deelt de auto zijn genen met de vierde generatie Chevrolet Spark. Beide modellen werden door GM Korea in Zuid-Korea geproduceerd. Opel heeft de productie van de Karl per eind juni 2019 beëindigd. De resterende Nederlandse voorraad werd nog via de Opel dealers verkocht.
Het model was beschikbaar in vijf uitrustingsniveaus:
- Selection
- Edition
- Rocks
- Innovation
- Exclusive (actie model)
- 120 Edition (speciale laatste modeljaar uitvoering t.g.v. het 120-jarig bestaan van Opel. Dit model was leverbaar met alle denkbare opties).

Daarnaast is er een speciale Rocks-uitvoering. Deze uitvoering is voorzien van zwart kunststof op de bumpers waarmee de auto een SUV-achtig uiterlijk krijgt. Deze uitvoering is met 1,495 meter hoger dan het reguliere model.

## Bi-fuel
In april 2016 kwam er met de 1.0 LPG ecoFLEX een bi-fuelversie beschikbaar voor de Europese markt. Dankzij de dubbele brandstofmodus met LPG en benzine bedraagt het totale rijbereik ruim 1000 km. De Karl wordt af fabriek geleverd met het Omegas 3 LPG-injectiesysteem van Landi Renzo. De ringtank is in de ruimte voor het reservewiel ingebouwd en de vulopening is netjes weggewerkt achter het tankklepje. Op LPG stoot deze Karl slechts 93 gram CO2 per kilometer uit en levert dan 73 pk. Deze versie is in Nederland nooit leverbaar geweest.

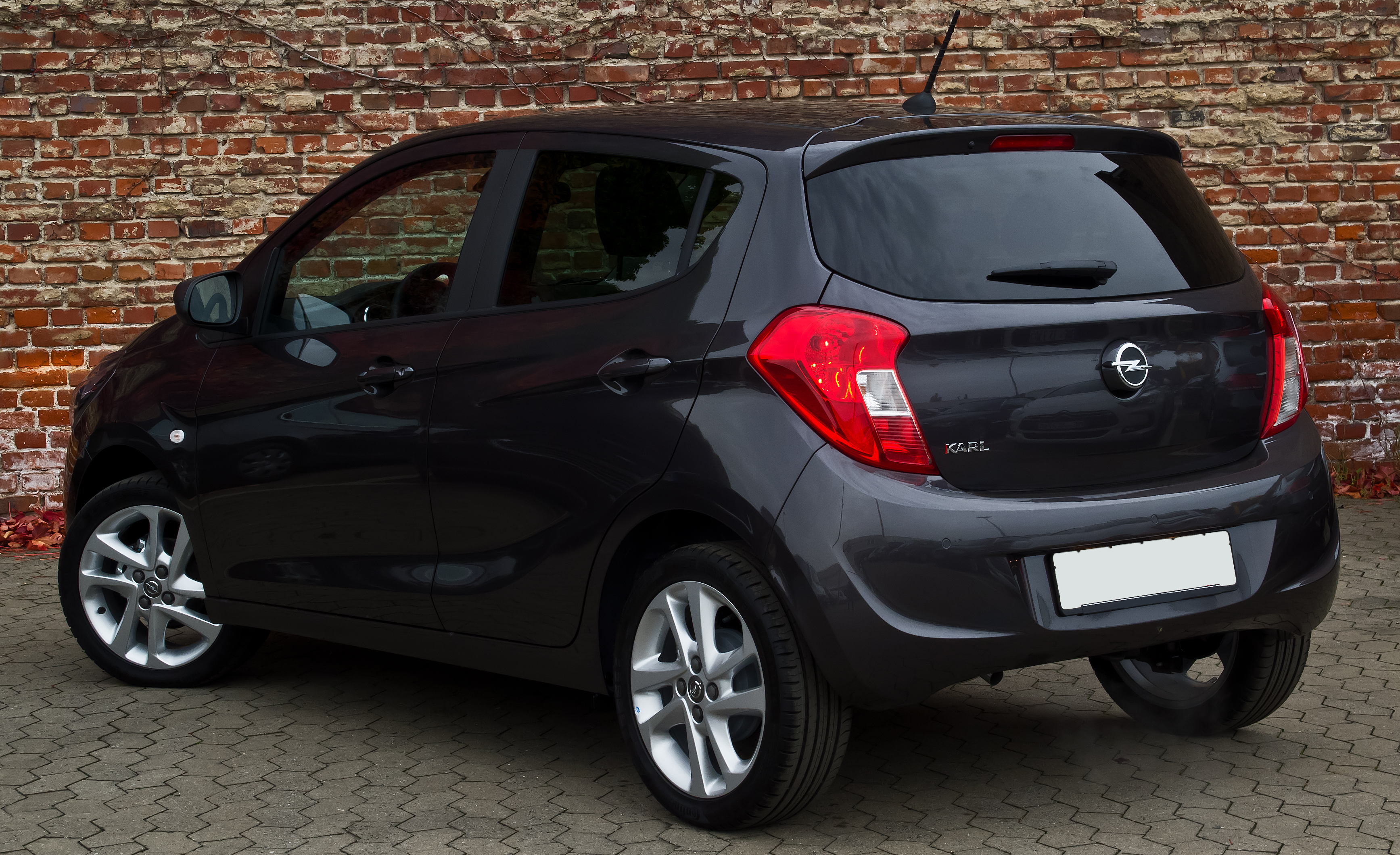
Achteraanzicht
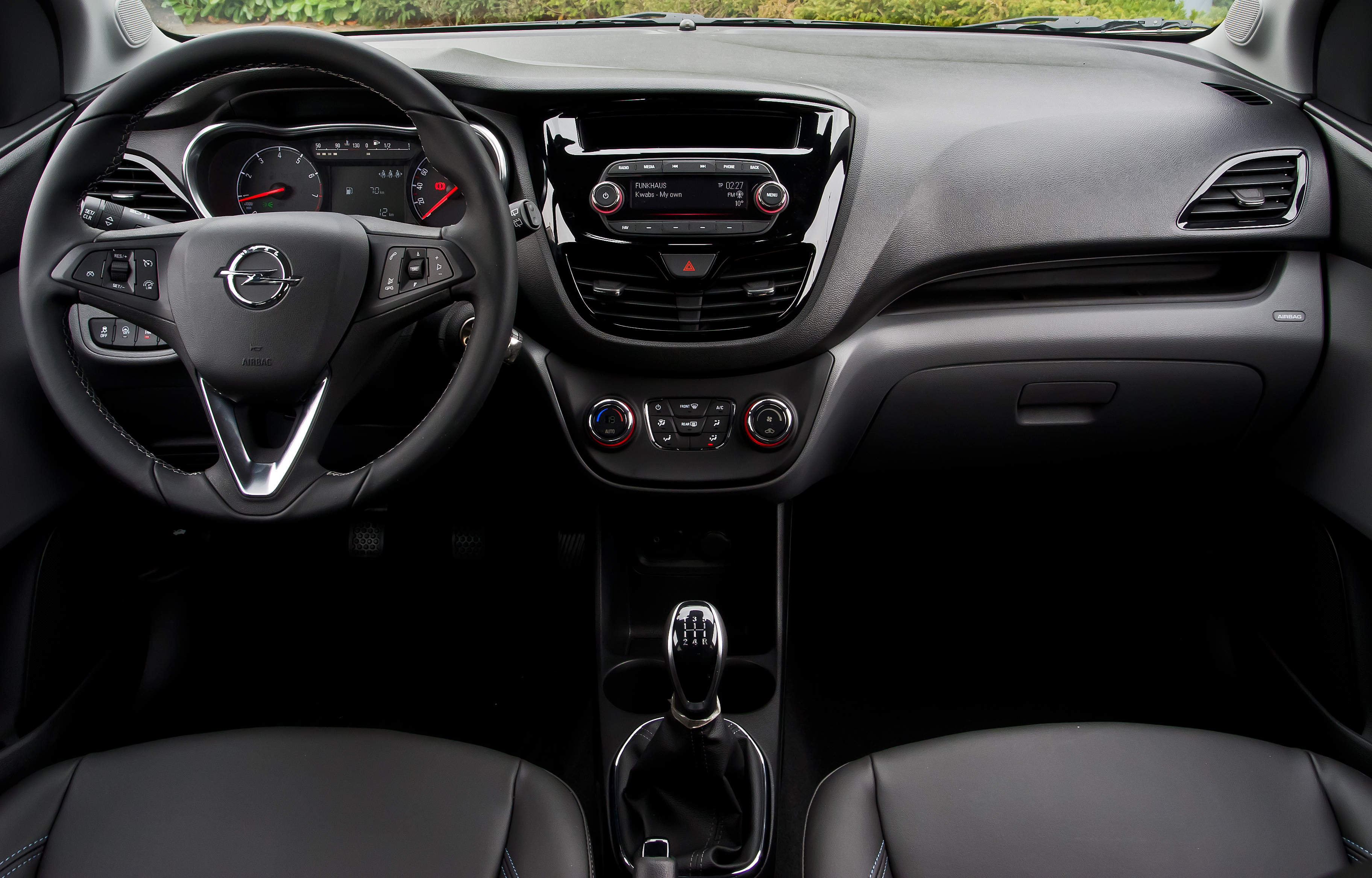
Interieur
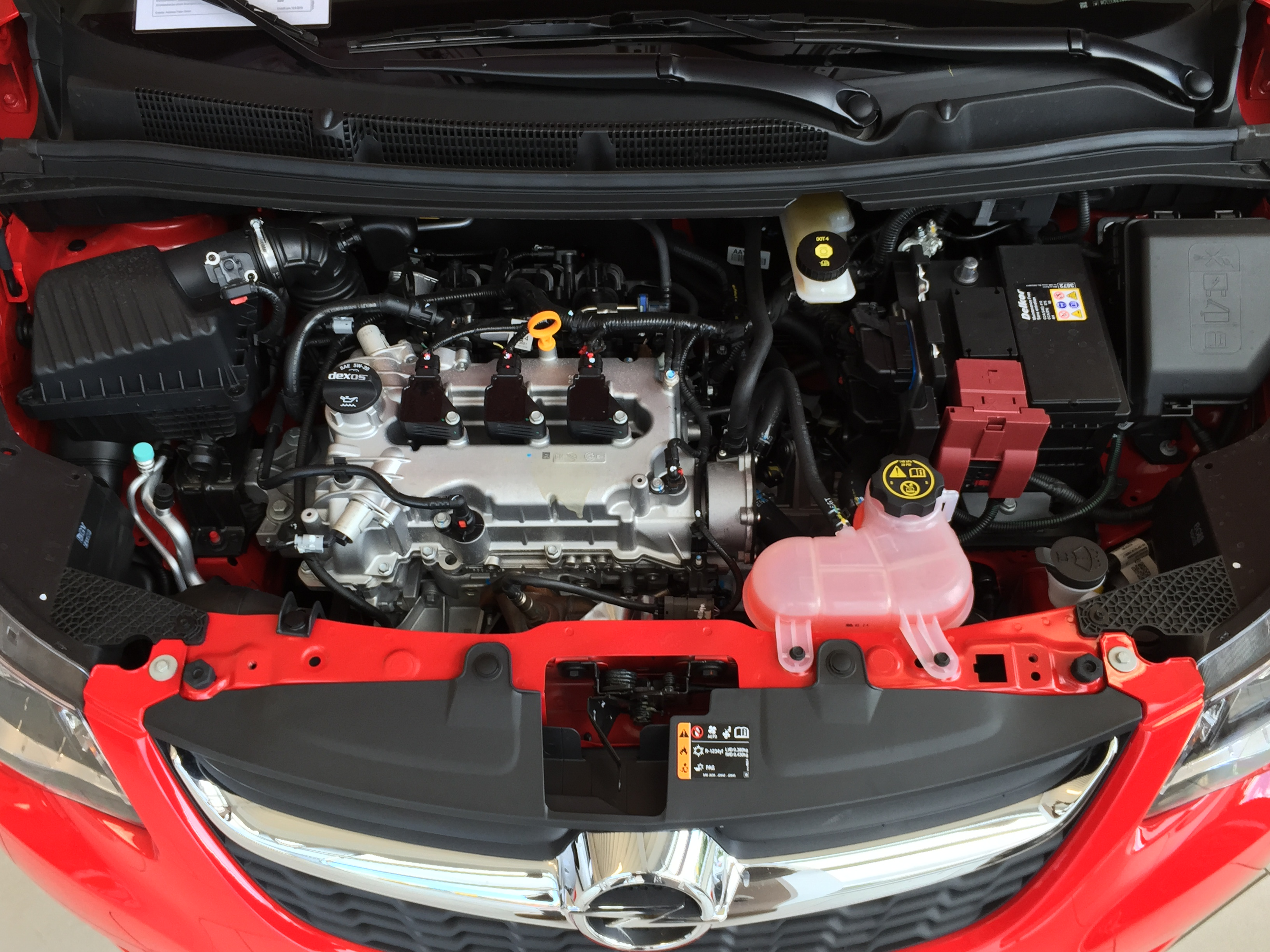
Motorruimte

## Motoren
| Benzinemotoren           | Benzinemotoren | Benzinemotoren | Benzinemotoren | Benzinemotoren      | Benzinemotoren | Benzinemotoren | Benzinemotoren | Benzinemotoren | Benzinemotoren | Benzinemotoren |
| Type                     | Motor          | Motor          | Motor          | Vermogen            | Koppel         | 0-100 km/h     | Topsnelheid    | CO2-uitstoot   | Jaartal        |                |
| Type                     | Inhoud         | Cilinders      | Kleppen        | Vermogen            | Koppel         | 0-100 km/h     | Topsnelheid    | CO2-uitstoot   | Jaartal        |                |
| ------------------------ | -------------- | -------------- | -------------- | ------------------- | -------------- | -------------- | -------------- | -------------- | -------------- | -------------- |
| 1.0 Start/Stop           | 999 cm³        | 3-in-lijn      | 12V            | 55kW(75pk) @6500rpm | 95Nm @4500rpm  | 13,9 s         | 170 km/h       | 94 g/km        | 2015 - 2019    |                |
| Rocks 1.0 Start/Stop     | 999 cm³        | 3-in-lijn      | 12V            | 55kW(75pk) @6500rpm | 95Nm @4500rpm  | 14,0 s         | 168 km/h       | 101 g/km       | 2017 - 2019    |                |
| 1.0 Easytronic 3.0       | 999 cm³        | 3-in-lijn      | 12V            | 55kW(75pk) @6500rpm | 95Nm @4500rpm  | 14,9 s         | 170 km/h       | 99 g/km        | 2016 - 2019    |                |
| Rocks 1.0 Easytronic 3.0 | 999 cm³        | 3-in-lijn      | 12V            | 55kW(75pk) @6500rpm | 95Nm @4500rpm  | 15,0 s         | 168 km/h       | 105 g/km       | 2017 - 2019    |                |